# 笠原拓樹
笠原 拓樹（かさはら ひろき、1998年8月31日 - ）は、日本プロ麻雀連盟に所属するプロ雀士。
千葉県出身。
同団体での段位はニ段。

## 獲得タイトル
- 第4期若獅子戦[3]